# Герб Гультяєвської волості
Герб муніципального утворення «Гультяєвська волость» Пустошкинского району Псковської області Російської Федерації - розпізнавально-правовий знак, що є офіційним символом муніципального утворення. 
Герб затверджений рішенням Зборів депутатів сільського поселення «Гультяєвська волость» № 44 від 31 березня 2011 року.
Герб внесений до Державного геральдичного регістру Російської Федерації під реєстраційним номером 6886. 

## Опис герба
|  | «У срібному полі над зниженим золотим вузький хрестом з непрямим верхнім і нижнім плечем, заповненим блакиттю в нижньому правому куті і в краю - вершник в пурпурових обладунках і з такими ж пір'ям на шоломі, що скаче на пурпуровому коні і заносить золоту шаблю». |

«В серебряном поле над пониженным золотым узкий крестом с косвенным верхним и нижним плечом, заполненным лазурью в нижнем правом углу и в оконечности — всадник в пурпурных доспехах и с такими же перьями на шлеме, скачущий на пурпурном коне и заносящий золотую саблю».
Герб Гультяєвської волості, відповідно до Методичних рекомендацій з розробки та використання офіційних символів муніципальних утворень (Розділ 2, Глава VIII, п.п. 45-46), затверджених Геральдичним Зборами при Президентові Російської Федерації 28.06.2006 року, може відтворюватися із статусною короною встановленого зразка. 

## Обґрунтування символіки
У січні 2006 р на території Гультяєвської, Шалаховської і частини Нової волостей було створено муніципальне утворення сільське поселення «Гультяєвська волость». 
На території сільського поселення проживають нащадки панцирних бояр, середньовічного військового стану. 
У 1867 році в Москві проходила 1-я етнографічна виставка народів Росії, де представлені від Вітебської губернії костюми путніх і панцирних бояр Непоротовської, Єзерейської і Гультяєвської волостей (в той час входила до складу цієї губернії) викликали великий інтерес. І зараз інколи жителів Гультяєвської волості називають «пунце-панцирними боярами» за малиновий (яскраво-червоний) колір історичних костюмів. 
Все це знайшло відображення в гербі сучасної Гультяєвської волості: 
- вершник, що скаче на коні з піднятим мечем - символ захисту Російських земель від західних завойовників (фактично, герб Погоня Литовська);
- пурпуровий колір вершника з конем - символ пам'яті про пунце-панцирних бояр.
Перехрестя з двох золотих смуг - фігура герба Пустошкинского району, в який входить волость, що символічно підкреслює єдність муніципальних утворень, їх тісні, дружні зв'язки. 
Срібло - символ чистоти, відкритості, божественної мудрості, примирення 
Золото - символ найвищої цінності, величі, багатства, врожаю. 
Лазур, не тільки символ численних озер і річок, розташованих на території волості, а й символ піднесених прагнень, щирості, відданості, відродження. 
Кармазин - символ влади, слави, пошани, благородства походження, давнини. 
Герб розроблений за сприяння Союзу геральдистів Росії. 
Автори герба: ідея герба - Олексій Король (Пустошка), Костянтин Моченов (Химки), Михайло Медведєв (Санкт-Петербург); художник і комп'ютерний дизайн - Оксана Афанасьєва (Москва); обґрунтування символіки - В'ячеслав Мішин (Химки). 